# نقعة آل بنيان (ردمان)

تعديل مصدري - تعديل

نقعه ال بنيان هي إحدى قرى عزلة الاغوال السفلى بمديرية ردمان التابعة لمحافظة البيضاء، بلغ تعداد سكانها 117 نسمة حسب تعداد اليمن لعام 2004.